# Osservatorio San Vittore
Osservatorio San Vittore – obserwatorium astronomiczne w Bolonii we Włoszech. Działało w latach 1969–2006. Zbudowali je i obsługiwali astronomowie amatorzy. Międzynarodowa Unia Astronomiczna przypisała mu kod 552.
Osservatorio San Vittore zostało zbudowane na tarasie prywatnego budynku znajdującego się przy klasztorze św. Wiktora (Cenobio di San Vittore) na południu Bolonii, w odległości około 3 km od centrum miasta, na wysokości 280 m n.p.m. W półsferycznej kopule o średnicy 4 m znajdował się 0,45-metrowy teleskop zwierciadlany, który w zależności od skonfigurowania mógł pracować jako teleskop Newtona lub Casssegraina. Oprócz niego zainstalowano 15-cm teleskop soczewkowy służący do namierzania celów oraz astrograf, zastąpiony później przez kamerę Schmidta.
Osservatorio San Vittore specjalizowało się w fotografowaniu planetoid, rzadziej planet. Minor Planet Center przypisuje mu odkrycie 99 planetoid w latach 1980–2000.
Na cześć Osservatorio San Vittore nazwano planetoidę (2235) Vittore, odkrytą w 1924 roku przez Karla Reinmutha, obserwowaną później wielokrotnie, jednak bez należytego wyznaczenia orbity, nie dokonano identyfikacji kolejnych obserwacji z pierwotnie obserwowanym obiektem. Dopiero obserwacje wykonane po ponownym jego odkryciu w tym obserwatorium w 1979 roku, dzięki wysokiej ich precyzji pozwoliły wyznaczyć orbitę i zidentyfikować szereg wcześniejszych obserwacji jako rejestracji jednej planetoidy.

## Lista odkrytych planetoid
| (2601) Bologna        | 8 grudnia 1980      |
| (3344) Modena         | 15 maja 1982        |
| (3744) Horn-d'Arturo  | 5 listopada 1983    |
| (3809) Amici          | 26 marca 1984       |
| (3951) Zichichi       | 13 lutego 1986      |
| (4062) Schiaparelli   | 28 stycznia 1989    |
| (4063) Euforbo        | 1 lutego 1989       |
| (4122) Ferrari        | 28 lipca 1986       |
| (4158) Santini        | 28 stycznia 1989    |
| (4279) De Gasparis    | 19 listopada 1982   |
| (4540) Oriani         | 6 listopada 1988    |
| (4542) Mossotti       | 30 stycznia 1989    |
| (4705) Secchi         | 13 lutego 1988      |
| (4742) Caliumi        | 26 listopada 1986   |
| (6241) Galante        | 4 października 1989 |
| (6598) Modugno        | 13 lutego 1988      |
| (6640) Falorni        | 24 lutego 1990      |
| (6746) Zagar          | 9 lipca 1994        |
| (6855) Armellini      | 29 stycznia 1989    |
| (6862) Virgiliomarcon | 11 kwietnia 1991    |

| (7491) Linzerag       | 23 września 1995     |
| (7516) Kranjc         | 18 czerwca 1987      |
| (8006) Tacchini       | 22 sierpnia 1988     |
| (8081) Leopardi       | 17 lutego 1988       |
| (8155) Battaglini     | 17 sierpnia 1988     |
| (8266) Bertelli       | 1 października 1986  |
| (8269) Calandrelli    | 17 sierpnia 1988     |
| (8421) Montanari      | 2 grudnia 1996       |
| (8472) Tarroni        | 12 października 1983 |
| (10376) Chiarini      | 16 maja 1996         |
| (10413) Pansecchi     | 29 grudnia 1997      |
| (10579) Diluca        | 20 lipca 1995        |
| (10722) Monari        | 1 października 1986  |
| (11100) Lai           | 22 maja 1995         |
| (11120) Pancaldi      | 17 sierpnia 1996     |
| (11122) Eliscolombini | 13 września 1996     |
| (11360) Formigine     | 24 lutego 1998       |
| (11981) Boncompagni   | 20 października 1995 |
| (12222) Perotto       | 19 listopada 1982    |
| (12407) Riccardi      | 23 września 1995     |

| (12579) Ceva          | 5 września 1999      |
| (13225) Manfredi      | 29 sierpnia 1997     |
| (14074) Riccati       | 11 lipca 1996        |
| (14361) Boscovich     | 17 lutego 1988       |
| (14846) Lampedusa     | 29 stycznia 1989     |
| (15385) Dallolmo      | 25 września 1997     |
| (15388) Coelum        | 27 września 1997     |
| (16715) Trettenero    | 20 października 1995 |
| (16745) Zappa         | 9 sierpnia 1996      |
| (16906) Giovannisilva | 18 lutego 1998       |
| (16930) Respighi      | 29 marca 1998        |
| (18462) Riccò         | 26 sierpnia 1995     |
| (18505) Caravelli     | 9 sierpnia 1996      |
| (19523) Paolofrisi    | 18 grudnia 1998      |
| (21687) Filopanti     | 11 września 1999     |
| (22263) Pignedoli     | 3 września 1980      |
| (23685) Toaldo        | 1 maja 1997          |
| (24939) Chiminello    | 1 maja 1997          |
| (27150) Annasante     | 16 grudnia 1998      |
| (27341) Fabiomuzzi    | 10 lutego 2000       |

| (27967) Beppebianchi     | 1 października 1997 |
| (29568) Gobbi-Belcredi   | 25 marca 1998       |
| (31015) Boccardi         | 16 lutego 1996      |
| (31028) Cerulli          | 18 kwietnia 1996    |
| (31134) Zurria           | 27 września 1997    |
| (31271) Nallino          | 25 marca 1998       |
| (31431) Cabibbo          | 21 stycznia 1999    |
| (35324) Orlandi          | 7 marca 1997        |
| (35325) Claudiaguarnieri | 7 marca 1997        |
| (35326) Lucastrabla      | 7 marca 1997        |
| (35346) Ivanoferri       | 1 maja 1997         |
| (37749) Umbertobonori    | 12 stycznia 1997    |
| (37840) Gramegna         | 20 lutego 1998      |
| (39854) Gabriopiola      | 20 lutego 1998      |
| (40447) Lorenzoni        | 11 września 1999    |
| (42593) Antoniazzi       | 1 maja 1997         |
| (43890) Katiaottani      | 31 sierpnia 1995    |
| (44033) Michez           | 15 lutego 1998      |
| (48715) Balbinot         | 13 września 1996    |
| (49187) Zucchini         | 18 września 1998    |

| (49441) Scerbanenco     | 22 grudnia 1998      |
| (52480) Enzomora        | 20 października 1995 |
| (52570) Lauraco         | 1 maja 1997          |
| (52670) Alby            | 20 lutego 1998       |
| (55845) Marco           | 13 września 1996     |
| (58441) Thomastestoni   | 19 kwietnia 1996     |
| (65770) Leonardotestoni | 28 maja 1995         |
| (65852) Alle            | 7 marca 1997         |
| (70210) Cesarelombardi  | 11 września 1999     |
| (79991) Umbertoleotti   | 19 marca 1999        |
| (79996) Vittoria        | 23 marca 1999        |
| (85564) Emilia          | 17 stycznia 1998     |
| (90837) Raoulvalentini  | 18 listopada 1995    |
| (93061) Barbagallo      | 23 września 2000     |
| (96263) Lorettacavicchi | 23 września 1995     |
| (118235) Federico       | 7 marca 1997         |
| (164676) 1997 EL7       | 2 marca 1997         |
| (187805) 1999 RR32      | 8 września 1999      |
| (285617) 2000 RC8       | 1 września 2000      |